# Arturo Albores
Arturo Albores är en ort i Mexiko.   Den ligger i kommunen Comitán Municipality och delstaten Chiapas, i den sydöstra delen av landet, 800 km sydost om huvudstaden Mexico City. Arturo Albores ligger 671 meter över havet och antalet invånare är 139.
Terrängen runt Arturo Albores är varierad. Runt Arturo Albores är det ganska tätbefolkat, med 62 invånare per kvadratkilometer. Närmaste större samhälle är Comitán, 18,0 km norr om Arturo Albores. Omgivningarna runt Arturo Albores är en mosaik av jordbruksmark och naturlig växtlighet.